# Xauar
Xauar ibne Mujir Alçadi (em árabe: شاور بن مجير السعدي; romaniz.: Shawar ibn Mujir al-Sa'di; m. 18 de janeiro de 1169) foi um vizir governante do Egito, a partir de dezembro 1162 até que ele foi assassinado em 1169  Ele é mais conhecido por fazer parte de uma luta de poder entre três partes, o rei cristão Amalrico I de Jerusalém e Xircu, um general sírio e o tio do homem que viria a se tornar o famoso líder muçulmano, Saladino. Xauar era notório por mudar continuamente de aliança, aliando-se primeiro com um lado, e depois como outro, e mesmo ordenar a queima de sua própria capital, Fostate, apenas para que o inimigo não pudesse tê-la.

## Biografia
Xauar foi o vizir no final do califado Fatímida, enquanto que Aladide era o califa (1160-1171). Em meados do século XII, o califado Fatímida estava desmoronando e o Egito tinha descido a uma condição de quase anarquia. O oficial chefe de Estado era o Califa, mas o verdadeiro poder era o egípcio vizir, vários governadores egípcios competiam entre si para a posição, muitas vezes com grande violência.

## Queima de Fostate
Xauar é famoso por, em 1168 ter ordenando a queima de sua próprio capital Fostate (os restos dos quais estão hoje no que é conhecido como Cairo Velho) simplesmente para evitar que o seu ex-aliado, o rei Amalrico I, de capturar a sua riqueza. Segundo o historiador egípcio Almacrizi (1346-1442):

Xauar ordenou que Fostate fosse evacuada. Ele obrigou [os cidadãos] a deixar seu dinheiro e bens para trás e fugir para salvar suas vidas com seus filhos. No pânico e caos do êxodo, a multidão em fuga parecia um enorme exército de fantasmas .... Alguns se refugiaram em mesquitas e balneários ... aguardando uma investida cristã semelhante ao de Bilbeis. Xauar enviou 20.000 potes de nafta e 10.000 bombas [mish'al] e os distribuiu por toda a cidade. Chamas e fumaça envolveram a cidade em uma cena aterrorizante. O incêndio durou 54 dias ....

## Impacto Cultural
A luta pelo poder entre Xauar, Amalrico e Xircu foi o cenário de uma das histórias de Robert E. Howard (1906-1936), no livro "Gates of Empire".